# 小行星3730
小行星3730（3730 Hurban）是一颗围绕太阳公转的小行星。1983年12月4日，米蘭·安塔爾在马特劳山发现了此天体。
这颗小行星的绝对星等为41.31282666461384等。